# Joe Sakic
Joseph Steven "Burnaby Joe" Sakic, född 7 juli 1969, är en kanadensisk ishockeyledare och före detta spelare. Han spelade alla sina 21 säsonger i National Hockey League (NHL) med Quebec Nordiques/Colorado Avalanche. Han blev kapten för laget 1992 (efter att ha varit assisterande under säsongen 1990-91) och anses vara en av de mest skickliga ledarna i ligans historia som konsekvent kunde motivera sitt lag att spela på en vinnande nivå. Sakic ledde Avalanche till Stanley Cup-titlarna 1996 och 2001 och utnämndes till den mest värdefulla spelaren i slutspelet 1996 och blev hedrad som MVP för NHL 2001 av hockeyförfattarna och deras medspelare. Han är en av sex spelare att delta i båda Stanley Cup-segrarna. Sakic blev även uttagen till NHL-All-Star Game 13 gånger.
Under sin karriär var Sakic en av de mest produktiva forwards i ligan med över 50 mål två gånger och minst 100 poäng i sex olika säsonger. I slutet av NHL-säsongen 2008-09 låg han på åttonde plats när det gäller flest poäng genom tiderna i NHL, 14:e plats när det gäller antal mål och 11:e plats när det gäller antal assists. Under olympiska spelen 2002 ledde Sakic Kanada till sin första ishockeyguldmedalj på 50 år och blev framröstad till turneringens mest värdefulla spelare. Han representerade laget i sex andra internationella turneringar, inklusive vinter-OS 1998 och 2006.
Sakic avslutade sin karriär den 9 juli 2009 och hans tröjnummer pensionerades vid Avalanche hemmapremiär säsongen 2009-10, den 1 oktober 2009 på Pepsi Center. Den 12 november 2012 valdes Sakic in i Hockey Hall of Fame, tillsammans med Adam Oates, Pavel Bure och Mats Sundin. Den 11 april 2013 valdes Sakic och elva andra spelare in i Kanadas Sport Hall of Fame. Han fungerade som verkställande rådgivare och suppleant guvernör för Avalanche fram till slutet på säsongen 2010-11 och blev sedan befordrad till vice verkställande direktör den 10 maj 2013. År 2017 utnämndes Sakic som en av de 100 största NHL-spelare i historien.

## De tidiga åren
Sakic föddes i Burnaby, British Columbia av Marijan och Slavica Sakic, invandrare från Kroatien som då tillhörde Jugoslavien. Under sin uppväxt i Burnaby lärde han sig inte att tala engelska ordentligt förrän i dagis då han växte upp med kroatiska som sitt modersmål. Vid fyra års ålder såg Sakic sin första NHL-match mellan Vancouver Canucks och Atlanta Flames. Som en kortvuxen spelare var han tvungen att använda sin skicklighet istället för storlek för att utmärka sig och modellerade sin spelstil efter idolen, Wayne Gretzky. Efter att ha visat sig som ett exceptionellt löfte som ung hockeyspelare i Burnaby blev Sakic kallad "en ny Wayne Gretzky". Han gjorde 83 mål och 156 poäng på bara 80 matcher för Burnaby medan han gick på Burnaby North Secondary School. Han blev snart värvad till Lethbridge Broncos i Western Hockey League (WHL) för sista delen av säsongen 1985-86.
Under säsongen 1986-87 flyttades Broncos till Swift Current, Saskatchewan och blev Swift Current Broncos. Sakic som spelade sin första hela säsong fick utmärkelsen Rookie of the Year of i WHL. Han gjorde 60 mål och 73 assist till 133 poäng. Men medan Sakic haft framgång på isen mötte han och hans lag en tragedi på natten den 30 december 1986. Broncos var på väg till en match mot Regina Pats och på grund av dåliga väderförhållanden kraschade bussen efter att föraren hade förlorade kontrollen på en isfläck utanför Swift Current. Medan Sakic var oskadd dödades fyra av hans lagkamrater (Trent Kresse, Scott Kruger, Chris Mantyka och Brent Ruff). Denna incident hade en bestående inverkan på den unga Sakic som vägrade att prata om kraschen under hela sin karriär. Nästa säsong 1987-1988, utnämndes Sakic som WHL mest värdefulla spelare och kanadensiska Major Junior Player of the Year. Han gjorde 160 poäng (78 mål, 82 assist) delat med Theoren Fleury från Moose Jaw Warriors för WHL-poängen.

## NHL-karriär

### Quebec Nordiques
Sakic draftades som 15:e totalt av Quebec Nordiques i NHL Entry Draft 1987. I stället för att göra det omedelbara hoppet berättade han för Nordiques-ledningen att han föredrog att spendera säsongen 1987-88 i Swift Current för att förbereda sig för NHL. Han gjorde sin NHL-debut den 6 oktober 1988 mot Hartford Whalers och registrerade en assist. Hans första NHL-mål kom två dagar senare på målvakten Sean Burke från New Jersey Devils. Under säsongen bar han nummer #88 eftersom hans föredragna nummer #19 redan var upptaget av en lagkamrat Alain Côté. Medan han betraktades som en frontrunner för Calder Memorial Trophy som årets rookie på grund av hans snabba måltakt, råkade han ut för en fotskada som tvingade honom att avstå tio matcher i december och den resulterande pausen gjorde det möjligt att förlora några förhoppningar om att vinna priset. Han avslutade sin rookiesäsong med 62 poäng på 70 matcher och slutade åttonde i omröstningen för Calder. Försvararen Brian Leetch tilldelades priset.
Under säsongen 1989-90, hans andra NHL-säsong, kunde Sakic byta sitt nummer tillbaka till hans välbekanta #19 och gjorde 102 poäng, vilket var nionde i ligan. I början av nästa säsong 1990-91 utsågs han till assisterande kapten tillsammans med Steven Finn och gjorde återigen över 100 poäng och förbättrade sig till 109 poäng och sjätte totalt i ligan men skulle glida under säsongen 1991-92 till 94 poäng efter att ha missat 11 matcher. Tidigt på säsongen visade Sakic några av hans ledarskapskvaliteter även om Mike Hough var lagkapten då han stod fast i Eric Lindros-situationen. Med Lindros som vägrade spela för Nordiques eftersom han tyckte att de var ett av de värsta lagen i ligan, kommenterade Sakic: "Vi vill bara ha spelare här som har en passion för att spela spelet. Jag är trött på att höra det namnet. Han är inte här och det finns många här i omklädningsrummet som är dedikerade.". Lindros trejdades ett år senare vilket innebar ett antal kvalitetsspelare som väsentligt förbättrade Nordiques. Under de första fyra säsongerna med Joe Sakic slutade Nordiques på sista plats i Adams Division och sist i hela ligan under tre raka år från 1989 till 1991.
Från och med säsongen 1992-1993 blev Sakic den enda kaptenen för organisationen. Under hans ledning nådde Nordiques slutspelet för första gången på sex år och satte ett franchiserekord för segrar och poäng i processen (sedan slaget av Colorado Avalanche 2000-01). Sakic nådde 100-poängsplatån igen som innebar den tredje gången på fem år genom att göra 48 mål och 105 poäng i grundsäsongen och lade ytterligare sex poäng i slutspelet. Under lockoutsäsongen 1994-95 var Sakic åtta poäng bakom Jaromír Jágr med en fjärde plats och hjälpte Nordiques att vinna divisionstiteln vilket var deras första sedan säsongen 1985-86.

### Colorado Avalanche
I maj 1995 meddelade Nordiques att laget hade sålts och flyttades från Quebec. Innan början av säsongen 1995-96 flyttade laget till Denver, Colorado och döptes till Colorado Avalanche. Sakic ledde laget till sitt första Stanley Cup märke under sitt första år genom att göra 120 poäng på 82 matcher i grundserien och 34 poäng på 22 slutspelsmatcher. Han tilldelades Conn Smythe Trophy som den mest värdefulla spelaren 1996. Under slutspelet till cupen visade sig Sakic vara en effektiv lagledare. Trots att hans Nordiques hade missat slutspelet i fem av hans första sju år i NHL gjorde han 18 mål, inklusive sex matchvinnande mål och 34 poäng. Han var ett mål från rekordet för mål i ett slutspel och hans matchvinnande mål var ett nytt rekord.
Under säsongen 1996-97 spelade Sakic endast 65 matcher på grund av en sönderriven vadmuskel men lyckades ändå göra 74 poäng eftersom Avalanche fick sin första Presidents' Trophy och tredje raka divisionstitel. Han hade en annan stor slutspelssäsong med åtta mål och 17 assist och tog Avalanche hela vägen till konferensfinalen där de så småningom förlorade mot Detroit Red Wings i sex matcher. Som free agent under sommaren 1997 undertecknade Sakic ett treårskontrakt, värt 21 miljoner dollar med New York Rangers som ett begränsad fri agent. Enligt kollektivavtalet vid den tiden hade Avalanche en vecka för att matcha Rangers erbjudande eller släppa Sakic. Colorado matchade erbjudandet vilket inledde en lönehöjning för många NHL-spelare.
Skador skulle återigen begränsa Sakic speltid under säsongen 1997-98. Medan han spelade i sina första OS med Kanada skadade Sakic sitt knä och tvingades missa 18 matcher med Avalanche. I de 64 matcherna han spelade gjorde han ändå 63 poäng vilket var tillräckligt för att bli uttagen till sitt sjunde All-Star-framträdande. Han återhämtade sig slutligen från sina skadade problem i säsongen 1998-99 och slutade på femte plats i ligans poängliga med 41 mål och 96 poäng på bara 73 matcher. Han ledde Avalanche hela vägen till konferensfinalen där de förlorade mot senare mästaren Dallas Stars. Efter säsongen avslutades rankades Sakic nummer 94 på The Hockey News-listan över de 100 största hockeyspelarna.
Under säsongen 1999-2000 nådde Sakic flera milstolpar. Skador begränsade honom till endast 60 matcher men han lyckades fortfarande leda laget i poäng med 81 poäng. Den 27 december 1999, mot St Louis Blues blev Sakic den 56:e spelare i NHL-historia att nå 1 000 karriärpoäng. Senare på säsongen, den 23 mars 2000 gjorde han ett hattrick mot Phoenix Coyotes och blev den 59:e spelare att göra 400 karriärmål. Det gav honom också 1 049 poäng med Quebec/Colorado som då passerade Peter Šťastný som tidigare rekordhållare.
Sakic gjorde över 100 poäng igen under säsongen 2000-01 och slutade på 118 poäng tillsammans med karriärbästa 54 mål. Han vann Hart Memorial Trophy, Lady Byng Memorial Trophy och Lester B. Pearson Award (den senare presenterades för honom av tidigare Nordiques mentor Peter Šťastný) samtidigt som han var finalist för Frank J. Selke Trophy. Han ledde Avalanche till deras andra Stanley Cup när de besegrade New Jersey Devils i sju matcher. Efter att ha mottagit bucklan från NHL-kommissionären bröt Sakic traditionen genom att inte lyfta den först matchade, och istället gav han bucklan direkt till Ray Bourque som hade väntat 22 säsonger på att få vinna Stanley Cup.
Sakic vann den interna poängligan igen under säsongen 2001-02 och slutade på sjätteplats i ligan på 79 poäng. Den 9 mars 2002 spelade han i sin 1000:e match. Avalanche nådde återigen Western Conference-finalen men förlorade mot Cup-vinnande Detroit Red Wings. Det följande året spelade Sakic endast 58 matcher och slutade med bara 58 poäng. Han återhämtade sig från det året därpå och slutade på tredjeplats i poängligan på 87 poäng. För första gången sedan säsongen 1993-94 så vann hans lag inte divisionstiteln som istället vanns av Vancouver Canucks.

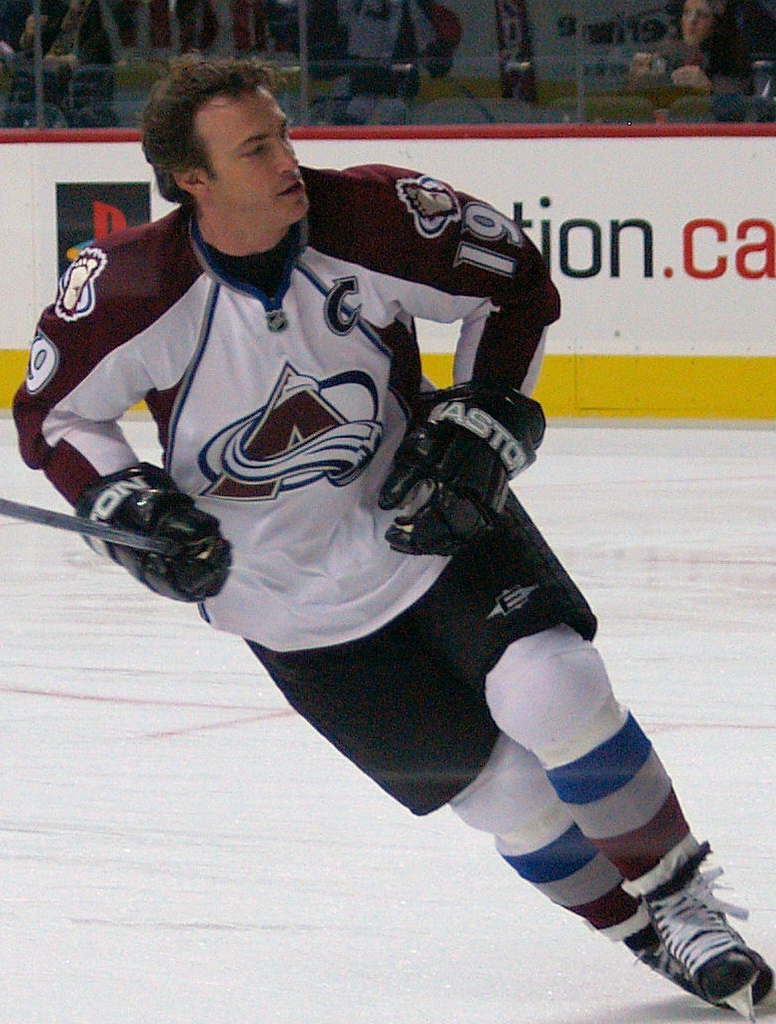
Sakic värmer upp innan en match 2007

Efter NHL-lockouten 2004-2005 var Avalanche tvungen att göra sig av med många av deras nyckelaktörer för att hålla sig under lönetaket. Även med förlusten av lagkamrater som Peter Forsberg och Adam Foote hjälpte Sakic Avalanche att klara sig till slutspelet, där de så småningom förlorade mot Anaheim Ducks i  konferenssemifinalen. I juni 2006 undertecknade Sakic ett ettårskontrakt värt 5,75 miljoner dollar. När sedan Steve Yzerman en månad senare, den 3 juli 2006, avslutade sin karriär blev Sakic den med flest NHL-karriärpoäng som gjorts bland aktiva spelare.
Sakic hade en annan stark säsong under 2006-07. Han gjorde sitt 600:e karriärmål den 15 februari 2007 mot Calgary Flames och blev 17:e spelaren i historien att nå milstolpen på tredje året. I den sista grundspelsmatchen gjorde han sin 100:e poäng och nåde milstolpen för den sjätte gången i sin karriär. Samtidigt blev Sakic den näst äldsta NHL-spelaren som gjort 100 poäng under en säsong vid 37 års ålder tillsammans med legenden Gordie Howe. Trots hans ansträngningar så missade Avalanche slutspelet för första gången på 11 år och avslutade en poäng bakom den åttonde placerade Calgary Flames. Den 1 maj meddelade NHL att Sakic blev utnämnd som en av de tre finalisterna av Lady Byng Trophy men priset tilldelades Pavel Datsyuk av Detroit Red Wings.
I april 2007 undertecknade Sakic för sin 19:e NHL-säsong med Colorado Avalanche och undertecknade ett ettårskontrakt för 2007-08. Sakic kommenterade kontraktet och sade att "i detta skede i min karriär föredrar jag att göra ettåriga erbjudanden när jag utvärderar mitt spel från år till år." Vid undertecknandet av Sakic till affären sade generalchef François Giguère: "Joe är hjärtat i den här organisationen och hans ledarskap och värde för detta lag och särskilt våra unga spelare är obestridliga." Den 7 oktober 2007 gjorde han ett mål och hade assisterade mot San Jose Sharks, och flyttade förbi Phil Esposito till åttonde plats på NHL karriär poänglista med 1.591. 19 dagar senare gjorde Sakic ett mål och assisterade Ryan Smyth för ett övertidsspelande mål mot Calgary Flames och nådde sin 1600:e poäng i NHL. Den 27 december 2007 tillkännagavs att Sakic genomgått bråckkirurgi för att påskynda återhämtningen från en skada som hade tvingat honom att missa de föregående 12 matcherna efter att ha spelat 232 matcher i följd. Operationen fick honom att missa över 38 matcher. Den 22 mars 2008 gjorde Sakic sin 1000:e poäng mot Edmonton Oilers och blev den 11:e spelare i NHL-historien att nå denna milstolpe.
I juni 2008 hade Sakic ett samtal med Colorados general manager François Giguère och sa att han är osäker på sin framtid med Avalanche. Det meddelades dock den 27 augusti 2008 att Sakic bestämde sig för att teckna ett nytt ettårskontrakt med laget. Skador begränsade Sakics speltid under säsongen 2008-09. En disk i ryggen tvingade honom att sluta spela i början av november efter att ha spelat i 15 matcher där Sakic gjorde 12 poäng. Under rehabiliteringen av ryggen förlorade Sakic tre fingrar i en olycka med snöslunga. Han meddelade sin pensionering den 9 juli 2009. Avalanche hedrade han tröja #19 vid hemmapremiären 2009-10 med en "C" på banderollen för sin långa karriär som kapten. Sakic utnämndes också till den inledande medlemmen av Avalanche Alumni Association.

### All-Star Games
Sakic röstades in i NHL All-Star Game 13 gånger och spelade i 12 av dem. Han utnämndes till kapten för två av dem, senast 2007. Han gjorde minst en poäng i 11 av matcherna och den enda matchen han missade var All-Star Game 1997 där han fick avstå deltagande på grund av en skada. Sakic vann pris som matchens mest värdefulle spelare i All-Star Game 2004 efter att ha gjort ett hattrick, trots att västkonferensen förlorade matchen. Han är den främsta ledaren i assistligan genom tiderna i All-Star Games med 16 assists och ligger på tredje plats i poängligan med 22 poäng, bakom Wayne Gretzky (25 poäng) och Mario Lemieux (23 poäng). Sakics bästa notering i en All-Star-match var 2007 när han gjorde fyra assist för det vinnande laget men MVP-priset gick ändå Daniel Brière som utöver fyra assist även gjorde ett mål.

## Statistik

### Klubbkarriär
| 1985–86    | Burnaby BC Selects    | BCAHA      | 80   | 83  | 73   | 156  | 96  | —   | —  | —   | —   | —  |
| 1985–86    | Lethbridge Broncos    | WHL        | 3    | 0   | 0    | 0    | 0   | —   | —  | —   | —   | —  |
| 1986–87    | Swift Current Broncos | WHL        | 72   | 60  | 73   | 133  | 31  | 4   | 0  | 1   | 1   | 0  |
| 1987–88    | Swift Current Broncos | WHL        | 64   | 78  | 82   | 160  | 64  | 10  | 11 | 13  | 24  | 12 |
| 1988–89    | Quebec Nordiques      | NHL        | 70   | 23  | 39   | 62   | 24  | —   | —  | —   | —   | —  |
| 1989–90    | Quebec Nordiques      | NHL        | 80   | 39  | 63   | 102  | 64  | —   | —  | —   | —   | —  |
| 1990–91    | Quebec Nordiques      | NHL        | 80   | 48  | 61   | 109  | 24  | —   | —  | —   | —   | —  |
| 1991–92    | Quebec Nordiques      | NHL        | 69   | 29  | 65   | 94   | 20  | —   | —  | —   | —   | —  |
| 1992–93    | Quebec Nordiques      | NHL        | 78   | 48  | 57   | 105  | 40  | 6   | 3  | 3   | 6   | 2  |
| 1993–94    | Quebec Nordiques      | NHL        | 84   | 28  | 64   | 92   | 18  | —   | —  | —   | —   | —  |
| 1994–95    | Quebec Nordiques      | NHL        | 47   | 19  | 43   | 62   | 30  | 6   | 4  | 1   | 5   | 0  |
| 1995–96    | Colorado Avalanche    | NHL        | 82   | 51  | 69   | 120  | 44  | 22  | 18 | 16  | 34  | 14 |
| 1996–97    | Colorado Avalanche    | NHL        | 65   | 22  | 52   | 74   | 34  | 17  | 8  | 17  | 25  | 14 |
| 1997–98    | Colorado Avalanche    | NHL        | 64   | 27  | 36   | 63   | 50  | 6   | 2  | 3   | 5   | 3  |
| 1998–99    | Colorado Avalanche    | NHL        | 73   | 41  | 55   | 96   | 29  | 19  | 6  | 13  | 19  | 8  |
| 1999–00    | Colorado Avalanche    | NHL        | 60   | 28  | 53   | 81   | 28  | 17  | 2  | 7   | 9   | 8  |
| 2000–01    | Colorado Avalanche    | NHL        | 82   | 54  | 64   | 118  | 30  | 21  | 13 | 13  | 26  | 6  |
| 2001–02    | Colorado Avalanche    | NHL        | 82   | 26  | 53   | 79   | 18  | 21  | 9  | 10  | 19  | 4  |
| 2002–03    | Colorado Avalanche    | NHL        | 58   | 26  | 32   | 58   | 24  | 7   | 6  | 3   | 9   | 2  |
| 2003–04    | Colorado Avalanche    | NHL        | 81   | 33  | 54   | 87   | 42  | 11  | 7  | 5   | 12  | 8  |
| 2005–06    | Colorado Avalanche    | NHL        | 82   | 32  | 55   | 87   | 60  | 9   | 4  | 5   | 9   | 6  |
| 2006–07    | Colorado Avalanche    | NHL        | 82   | 36  | 64   | 100  | 46  | —   | —  | —   | —   | —  |
| 2007–08    | Colorado Avalanche    | NHL        | 44   | 13  | 27   | 40   | 20  | 10  | 2  | 8   | 10  | 0  |
| 2008–09    | Colorado Avalanche    | NHL        | 15   | 2   | 10   | 12   | 6   | —   | —  | —   | —   | —  |
| NHL totalt | NHL totalt            | NHL totalt | 1378 | 625 | 1016 | 1641 | 614 | 172 | 84 | 104 | 188 | 78 |

### Internationellt
| År            | Lag           | Turnering     |    | Matcher | Mål | Assists | Poäng | Utv |
| ------------- | ------------- | ------------- | -- | ------- | --- | ------- | ----- | --- |
| 1987          | Kanada        | –             | 1  | 0       | 0   | 0       | 0     |     |
| 1988          | Kanada        | JVM           | 7  | 3       | 1   | 4       | 2     |     |
| 1991          | Kanada        | VM            | 10 | 6       | 5   | 11      | 0     |     |
| 1994          | Kanada        | VM            | 8  | 4       | 3   | 7       | 27    |     |
| 1996          | Kanada        | WC            | 8  | 2       | 2   | 4       | 6     |     |
| 1998          | Kanada        | OS            | 4  | 1       | 2   | 3       | 4     |     |
| 2002          | Kanada        | OS            | 6  | 4       | 3   | 7       | 0     |     |
| 2004          | Kanada        | WC            | 6  | 4       | 2   | 6       | 2     |     |
| 2006          | Kanada        | OS            | 6  | 1       | 2   | 3       | 0     |     |
| Junior totalt | Junior totalt | Junior totalt | 8  | 3       | 1   | 4       | 2     |     |
| Senior totalt | Senior totalt | Senior totalt | 48 | 22      | 19  | 41      | 39    |     |

### All-Star games
| År                | Plats             |                   | M | A  | P  |
| ----------------- | ----------------- | ----------------- | - | -- | -- |
| 1990              | Pittsburgh        | 0                 | 2 | 2  |    |
| 1991              | Chicago           | 0                 | 1 | 1  |    |
| 1992              | Philadelphia      | 0                 | 2 | 2  |    |
| 1993              | Montreal          | 0                 | 3 | 3  |    |
| 1994              | New York          | 1                 | 2 | 3  |    |
| 1996              | Boston            | 0                 | 0 | 0  |    |
| 1997              | San Jose          | -                 | - | -  |    |
| 1998              | Vancouver         | 0                 | 2 | 2  |    |
| 2000              | Toronto           | 1                 | 0 | 1  |    |
| 2001              | Denver            | 1                 | 0 | 1  |    |
| 2002              | Los Angeles       | 0                 | 0 | 0  |    |
| 2004              | St. Paul          | 3                 | 0 | 3  |    |
| 2007              | Dallas            | 0                 | 4 | 4  |    |
| 13 All-Star Games | 13 All-Star Games | 13 All-Star Games | 6 | 16 | 22 |

## Meriter

### WHL och CHL
| Merit                                                     | År   |
| --------------------------------------------------------- | ---- |
| CHL Player of the Year                                    | 1988 |
| WHL East Second All-Star Team                             | 1987 |
| WHL East Player of the Year                               | 1987 |
| WHL East Jim Piggott Memorial Trophy (Rookie of the Year) | 1987 |
| WHL East First All-Star Team                              | 1988 |
| WHL Bob Clarke Trophy (Leading Scorer)                    | 1988 |
| WHL Player of the Year                                    | 1988 |

### NHL
| Merit                                                | År               |
| ---------------------------------------------------- | ---------------- |
| Hart Memorial Trophy                                 | 2001             |
| Stanley Cup                                          | 1996, 2001       |
| Bud Light Plus/Minus Award (delat med Patrik Eliáš)  | 2001             |
| Conn Smythe Trophy                                   | 1996             |
| Lady Byng Memorial Trophy                            | 2001             |
| Lester B. Pearson Award                              | 2001             |
| M.A.C. (Most Assists with Children) Award            | 1998             |
| NHL All-Star Game MVP                                | 2004             |
| NHL First All-Star Team                              | 2001, 2002, 2004 |
| NHL/Sheraton Road Performer Award (most road points) | 2004             |
| NHL Foundation Player Award                          | 2007             |

### Internationellt
| Merit                                          | År   |
| ---------------------------------------------- | ---- |
| Olympiska vinterspelen Mest värdefulla spelare | 2002 |
| Olympiska vinterspelen All-Star Team           | 2002 |